# ヴァナゾル
ヴァナゾル（アルメニア語: Վանաձոր、英: Vanadzor）は、アルメニアの北部にある都市。人口は2001年の時点で10万7394人で、同国第三の規模を誇る。ロリ地方の中心都市でもある。夏は別荘地としてにぎわう。

## 名称
日本語ではヴァナゾール、バナゾルなどとも表記されるほか、以前はカラクリス（Karaklis）、カラキリス（Karakilis）、カラクス（Karakhs）、キロヴァカン（Kirovakan）、ガラクイリサ（Gharak’ilisa）、カラキリサ（Karakilisa）、メツ・カラキリサ（Mets Karakilisa）、コロヴァカン（Korovakan）、キロワカン（Kirowakan）などの呼称もあった。帝政ロシア期はカラキリサ、ソビエト時代はキロヴァカンの呼び名が主流だった。

## 歴史

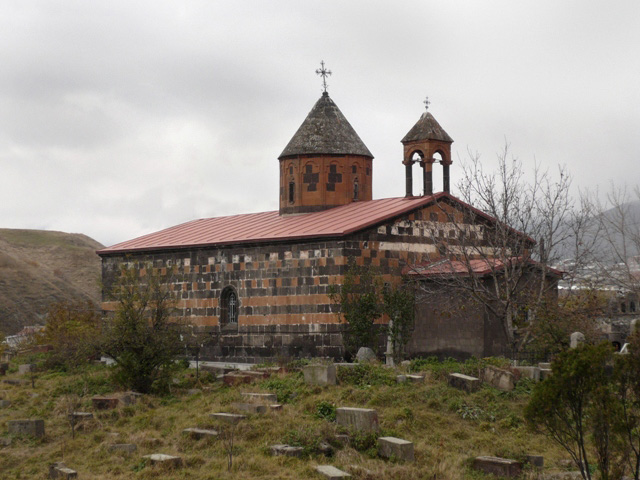
カラキリサの黒い教会

町の歴史は未だ大部分が謎に包まれている。墓など青銅器時代の遺物が発掘され地元の博物館に収蔵されていることから、そこまでさかのぼるのではないかとの説もある。しかし、アルタクシアス王朝によるアルメニア支配が終わる紀元1世紀ごろにはアルメニア王国で13番目の地方のグガルク地方に組み込まれていた。13世紀初頭には丘の近くに黒い石造りの教会が建てられたことからカラキリサの名を授かった。1801年にはグルジアと同じくロシア帝国領になり、ペルシャと対峙するロシア防衛軍の前線になった。ロシア・ペルシャ戦争中の1826年にはハッサン・カーンによって破壊されつくされた。1849年にはロシア帝国によってエレバン県に組み込まれた。1899年にトビリシへの鉄道が開通すると、交通の要衝としてその恩恵に授かった。第一次世界大戦中の1918年5月には近郊でカラキリサの戦いが起こり、アルメニア側のトヴマス・ナザルベキアン将軍が劣勢に立たされていたところへガレギン・ニデ率いる一隊がかけつけトルコ陸軍の侵略を阻止した。アルメニア第一共和国建国のきっかけとなったサルダラパートの戦いの数日後であった。ヴァナゾル市街から西へ2キロメートルほどの地点にある小さな聖堂には、戦いの記念碑を建てる計画があがった。
アルメニアの作家、ハチャトゥル・アボヴィアンによると1920年代、カラキリサには600人以上が住んでいて、その大部分が首都エレバンからの移民であった。これはアルメニア県の制定後、ヴァナゾルにはカルス、アルダハン、エルズルム、ドウベヤジットなどから何百人もの移民が殺到していたためである。

## 地理

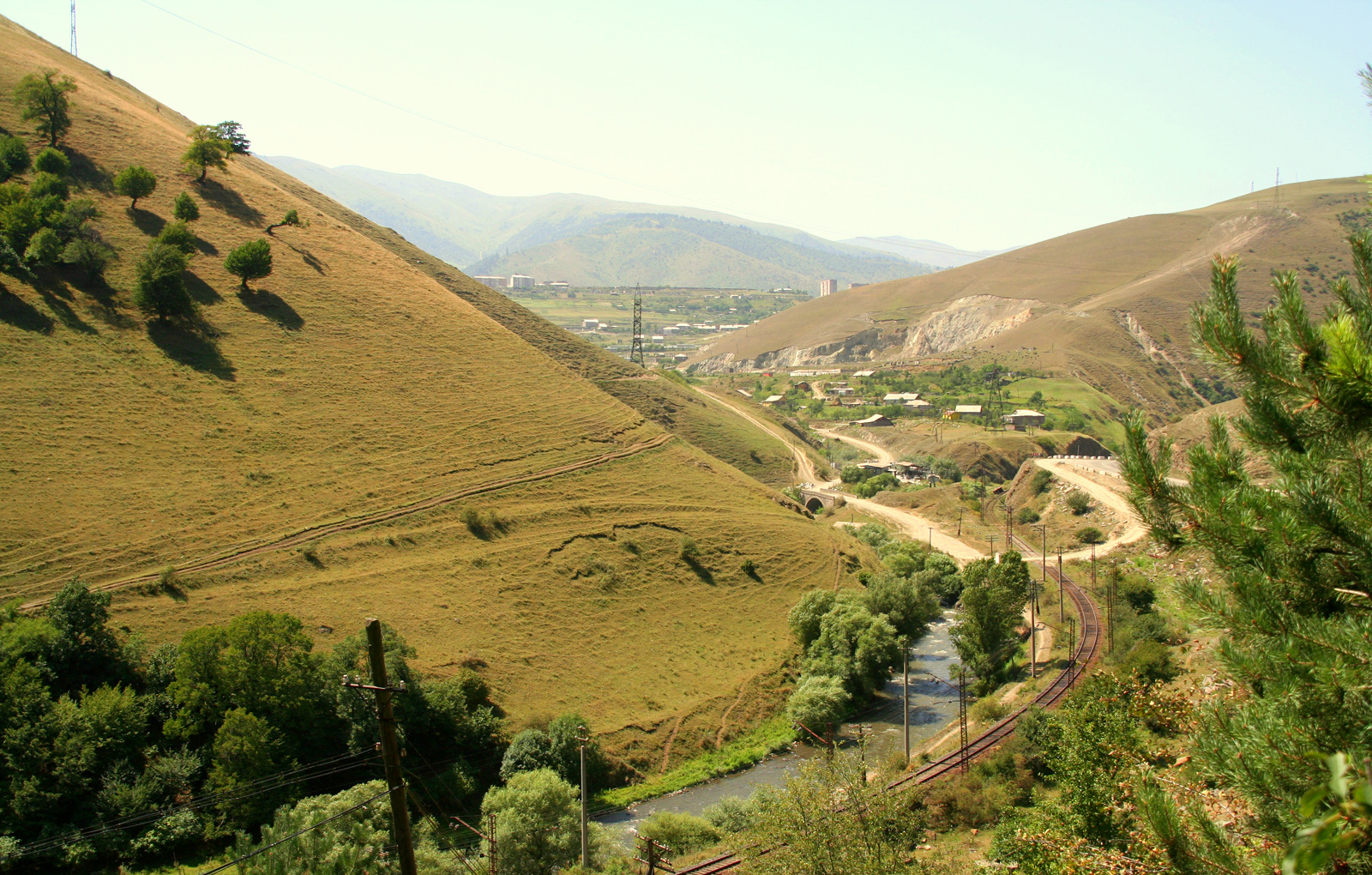
郊外の風景

ロリ地方の中心都市で、首都エレバンから北に128km、ギュムリから東に64kmのところに位置する。標高は1425mで、パンバク川にタンツト川とヴァナゾル川が合流する付近の谷間に築かれている。国内で三番目に大きな都市で、市街地は標高2500m級の山々が連なるバズム山地、パンバク山地に取り囲まれている。街の南側と東側は密林に覆われているが、北側と西側は乾いた土地が広がる。
気候は夏涼しく冬は暖かい。冬の平均気温は-4.2℃だが、夏には20℃を超すこともある。
1988年のアルメニア地震では付近の都市同様大きな被害をこうむり、ヴァナゾルだけでも564人が亡くなった。しかし、ビル、大通り、中央公園などは被害を免れた。

## 産業

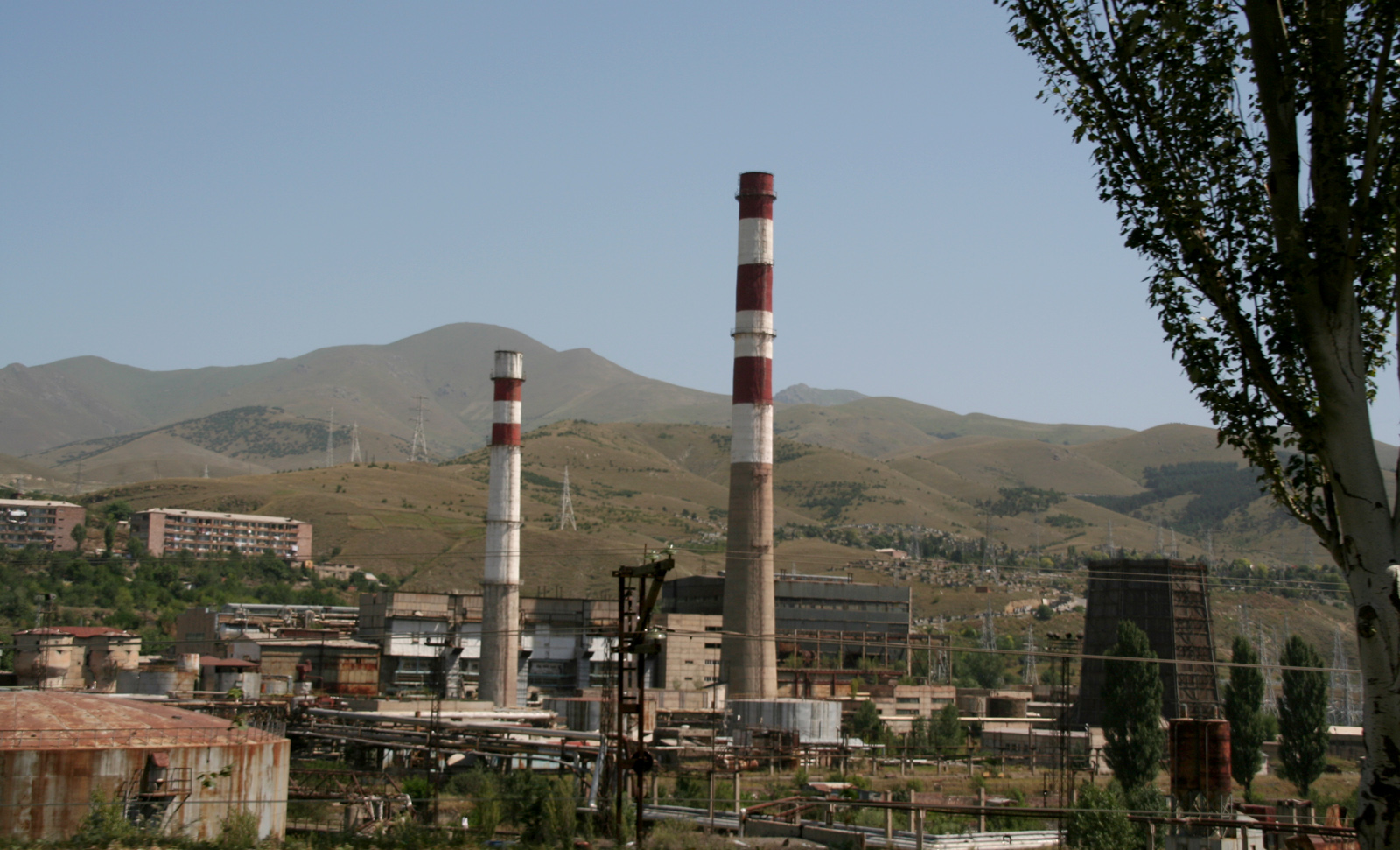
化学工場

基幹産業は化学で、1929年に最初の化学工場が置かれて以来この地に根を下している。主な化学工場としてプロメティ＝キンプロム、ヴァナゾル化学工場、ヴァナゾル・キンプロム、ヴァナゾル化学繊維工場などが挙げられる。また、火力発電所も置かれている。
1999年にロシアの大手化学企業がアルメニアの化学市場を通じてヴァナゾルに工場を建設した。その後、国内経済崩壊による1990年代の「失われた10年」を乗り越え、2001年に市内の化学工場と火力発電所は年間生産記録を更新した。

## 教育
ヴァナゾル国立教育研究所とムヒタル・ゴシュアルメニア＝ロシア国際大学、さらにエレバン国立大学の分校の三つの主要な高等教育機関が置かれている。さらに2009年時点で中間技術大学が6校、公立学校が32校、保育所が20校ある。また文化の中心地でもあり、市立美術館やホヴァネス・アベリャンにちなみ名付けられた劇場などがある。

## 宗教
ロリ地方とタヴシュ地方を管轄するアルメニア使徒教会のグガルク教区はこの地を拠点にしている。2002年5月、この地で新しい大聖堂の着工式が行われ、2003年の遅くには使徒教会の首座（カトリコス）のガレギン2世が見舞いに訪れた。教会は2005年に完成し、ナレクの聖グレゴリーにちなみ名付けられた。

## 出身有名人
- ステパン・ゾリャン - 作家
- スレン・アガバビャン - 文芸評論家
- アルタヴァスト・ペレシャン - ドキュメンタリ映画のディレクター
- シャヴァルシュ・カラペチャン - フィンスイミング選手
- ビック・ダルチニアン - WBA、IBF、WBO、WBCのチャンピオン
- ゴール・ムヒタリアン - ロックミュージシャン
- チグラン・サルキシャン - アルメニア首相

## 姉妹都市
- バニュー (オー＝ド＝セーヌ県)（フランス、1968年から）
- パサデナ（アメリカ合衆国、カリフォルニア州）
- バトゥミ（ジョージア）
- ポドリスク（ロシア）

## ギャラリー

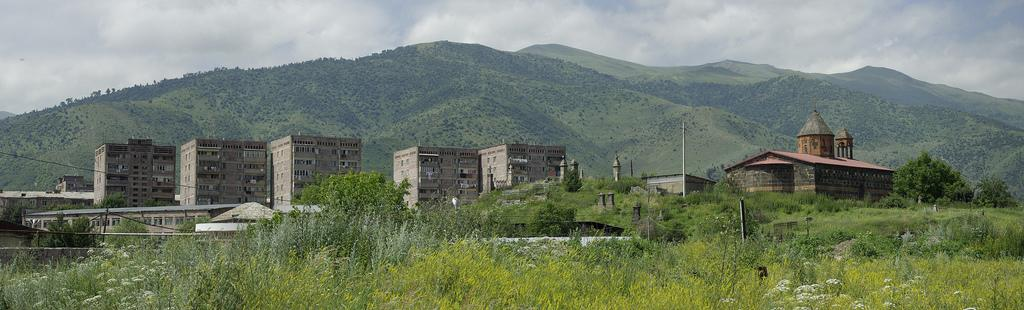
パノラマ写真

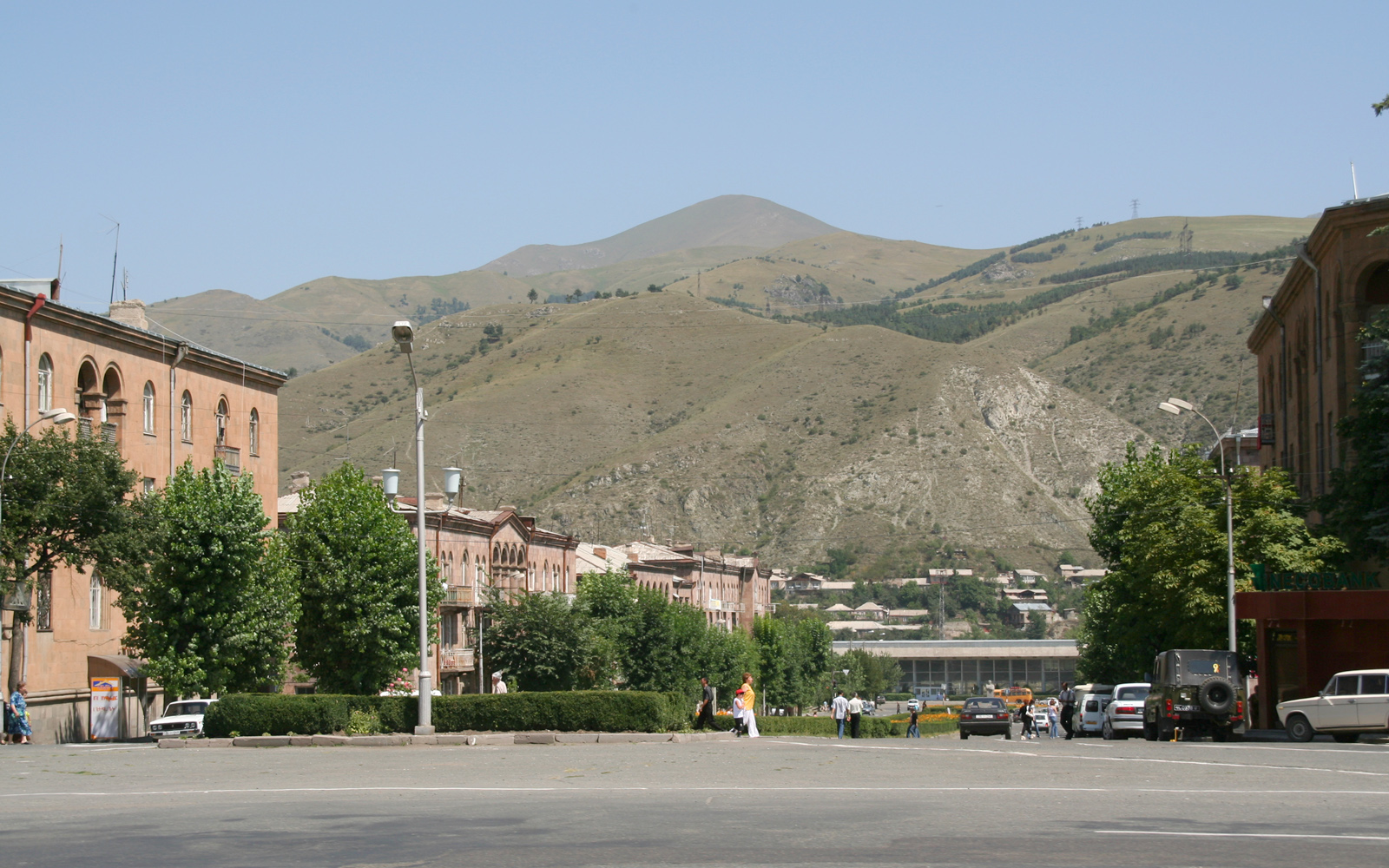
鉄道駅
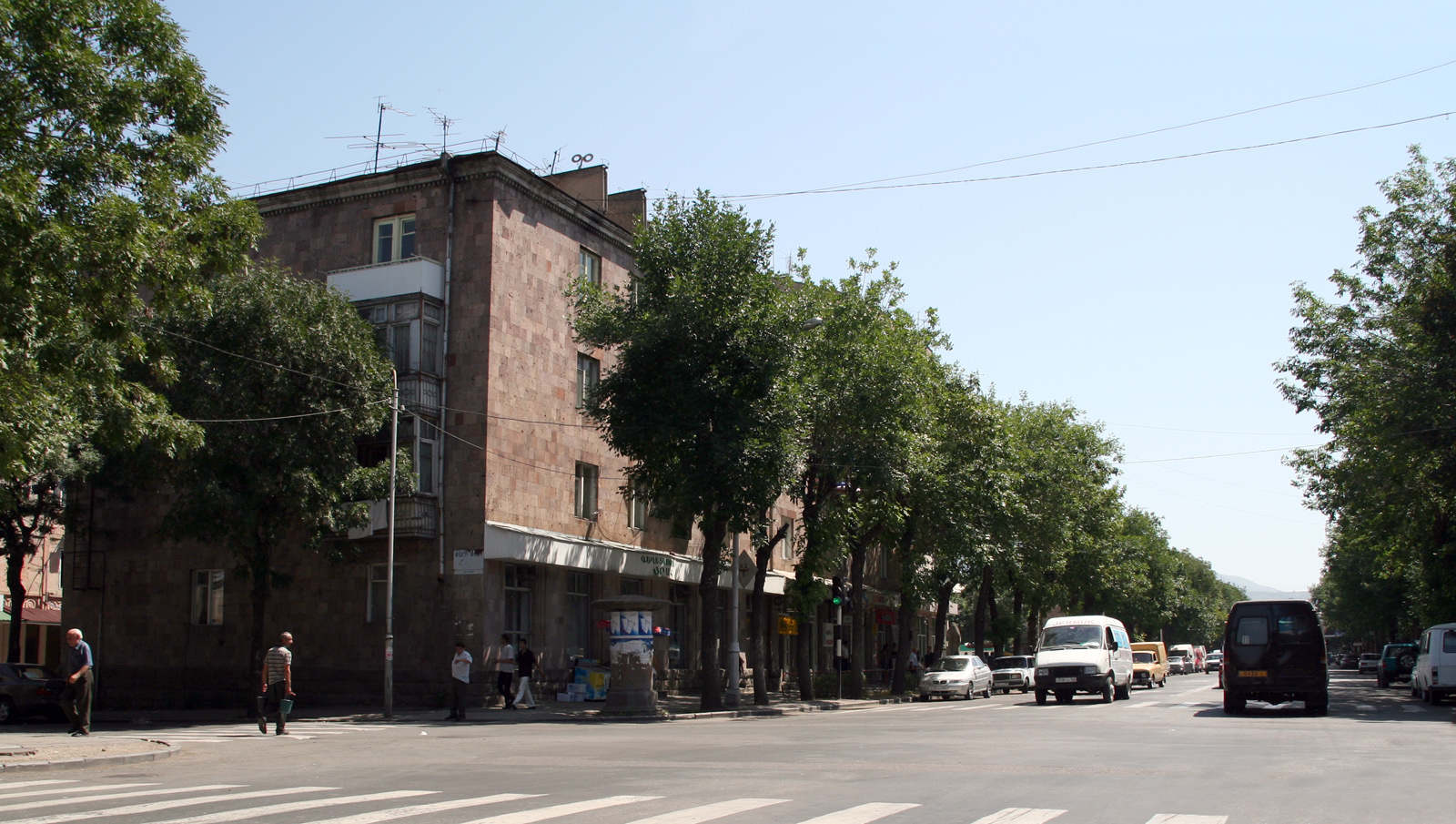
メインストリートのひとつ
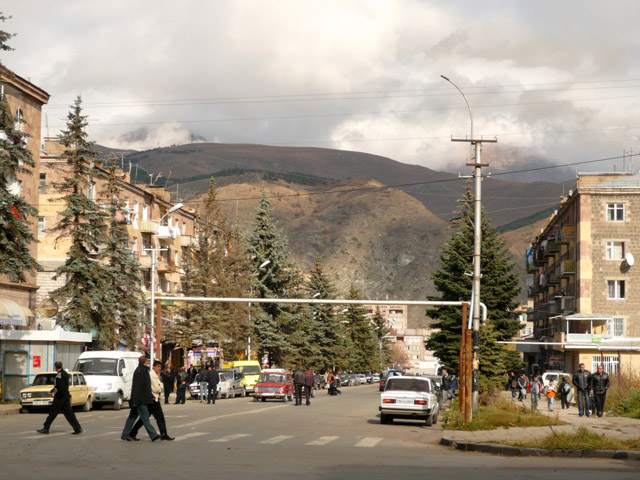
秋のヴァナゾル
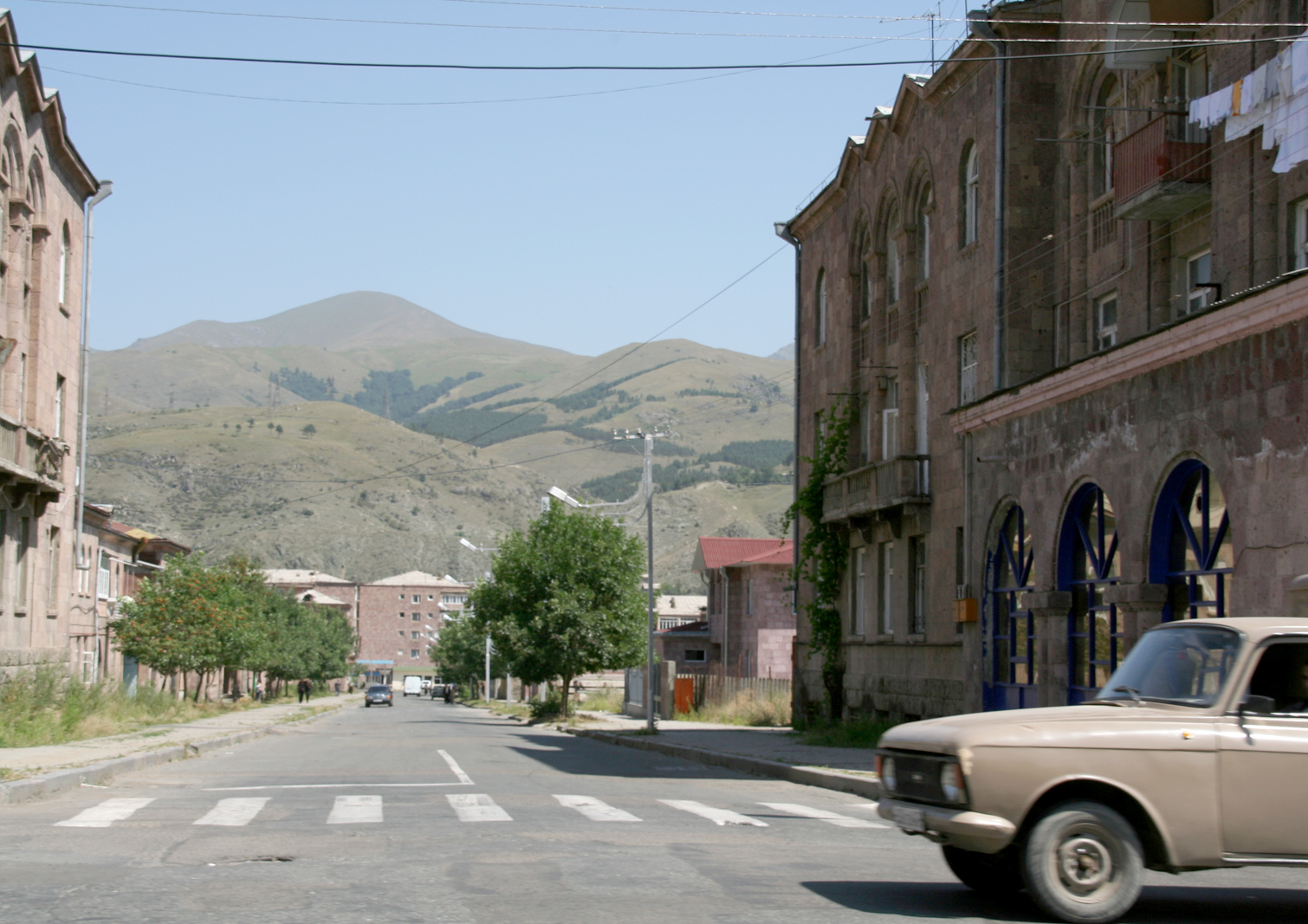
古い街並み
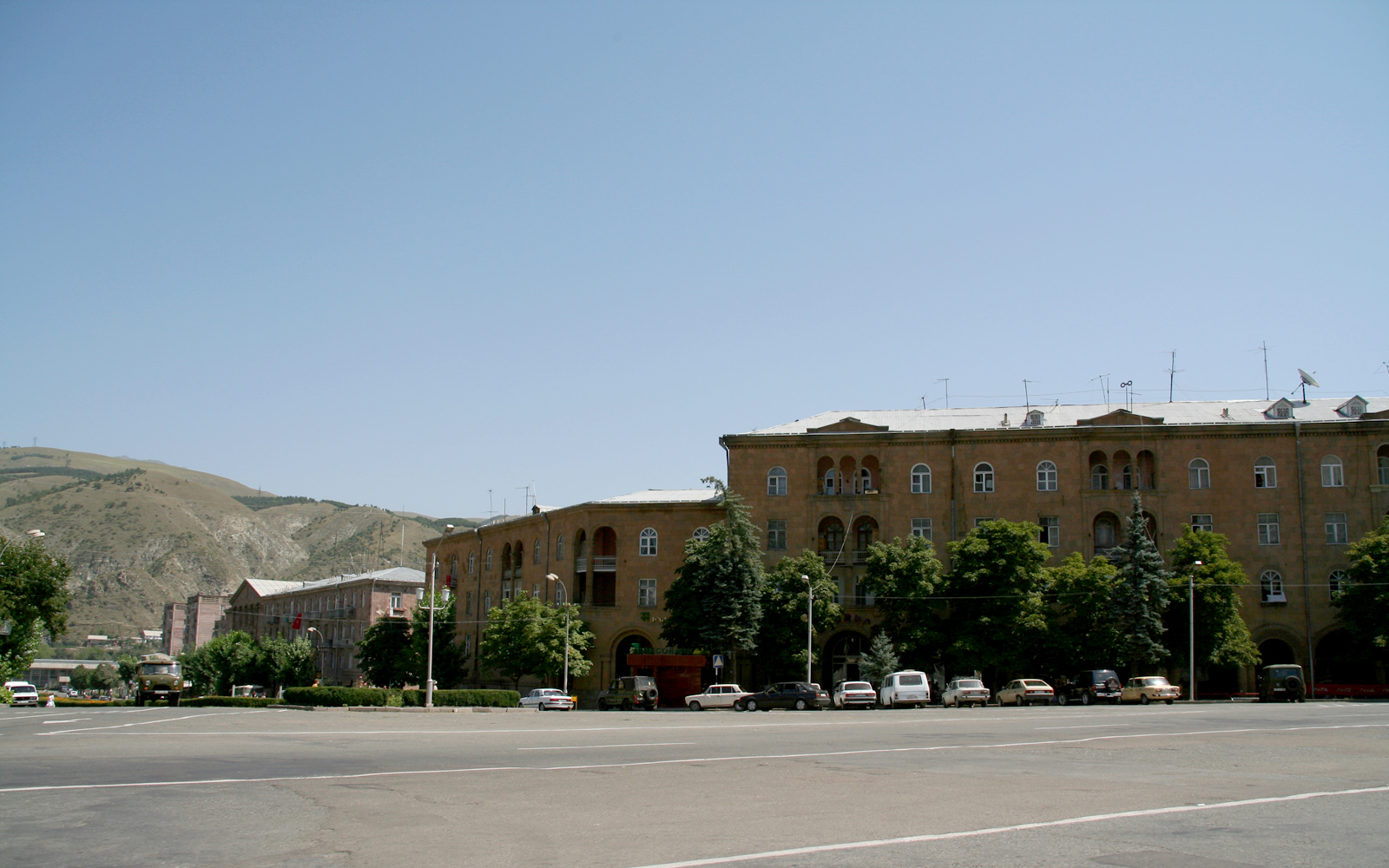
ダウンタウンにたたずむアルメニア様式の建物
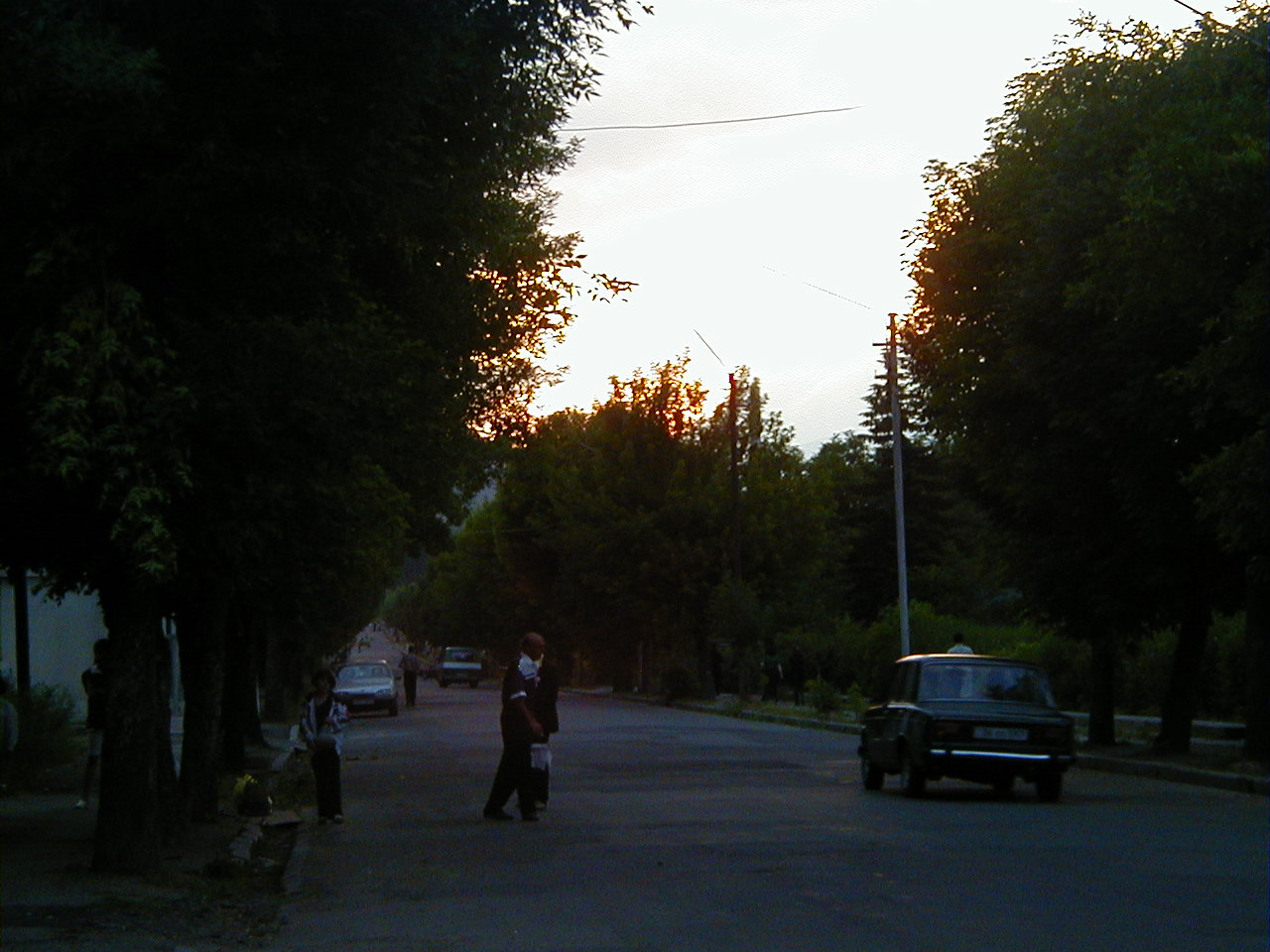
夕暮れ
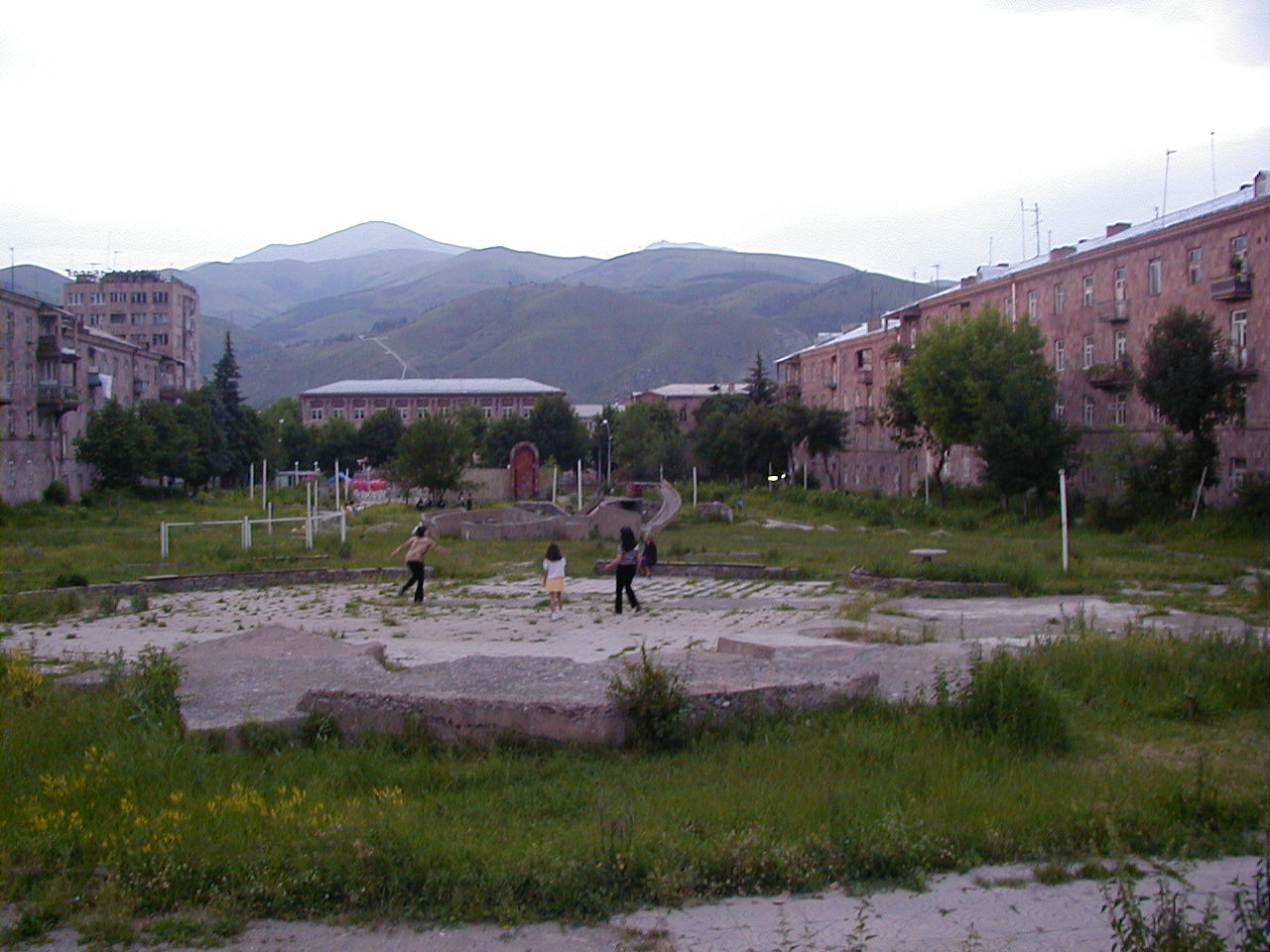
ヴァナゾルにあるアパートの裏庭
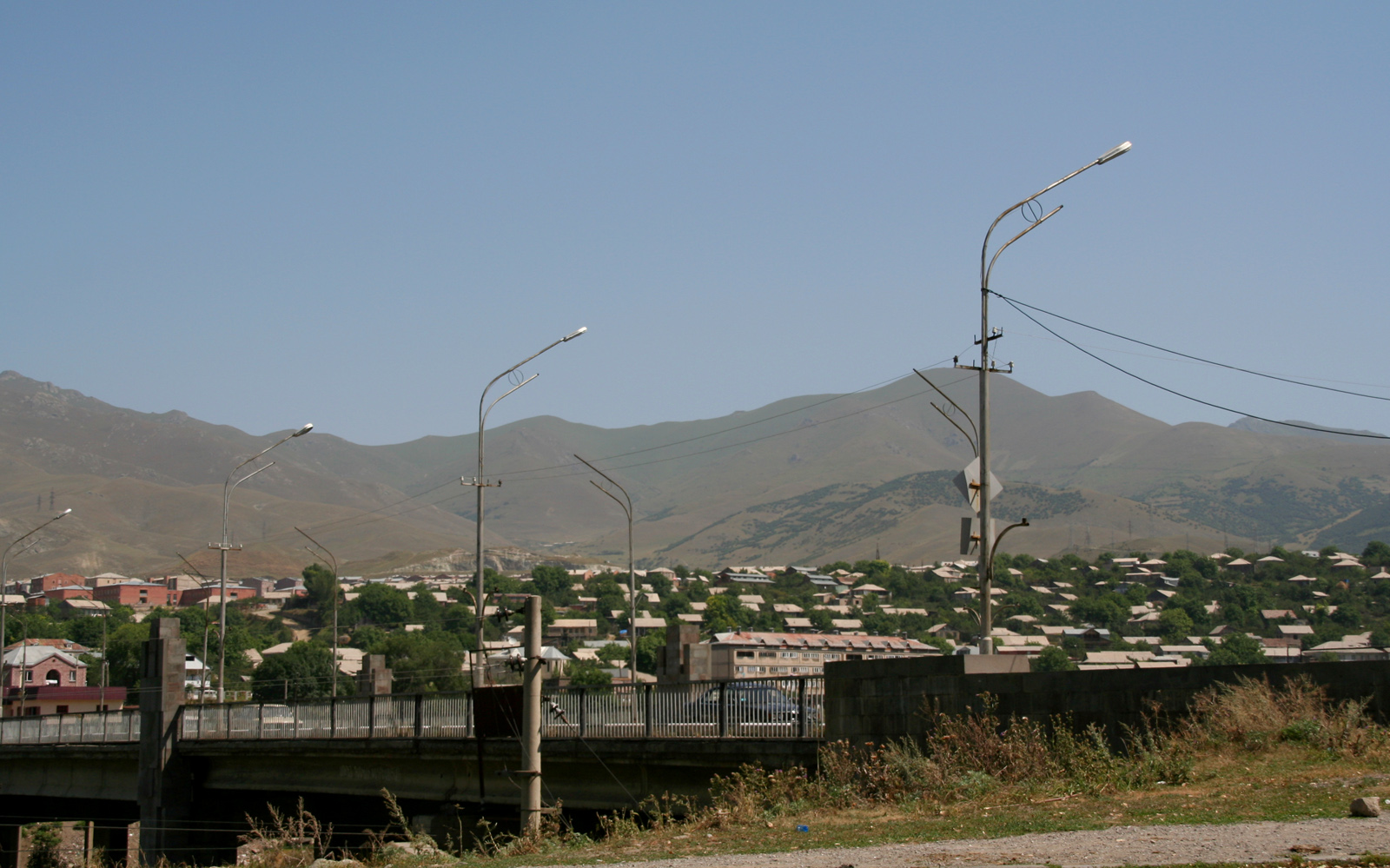
市街と山並み
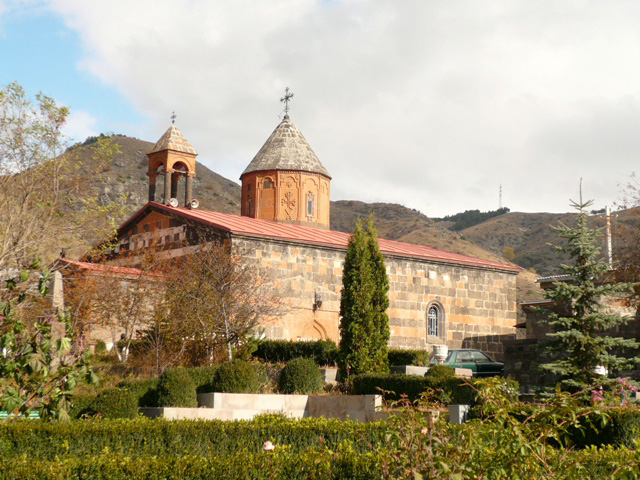
街の教会
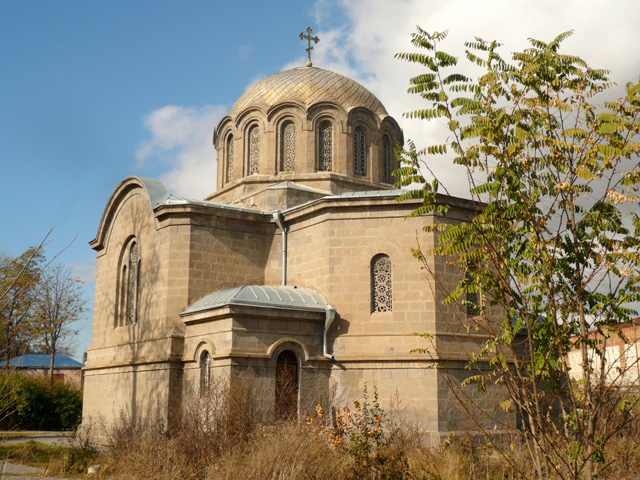
ロシア正教会の教会
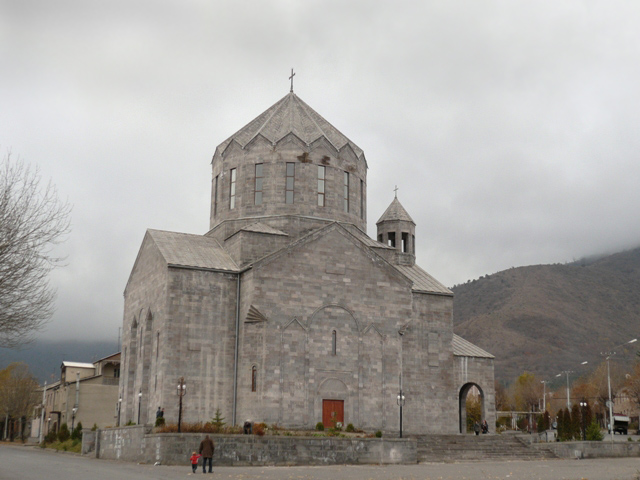
ナレクの聖グレゴリー教会